# Kananaskis (Alberta)
Kananaskis è un distretto di miglioramento della provincia canadese dell'Alberta nella divisione censuaria No. 15 e nella regione delle Montagne Rocciose; il capoluogo è la località di Kananaskis Village.